# Myripristis robusta
Myripristis robusta är en fiskart som beskrevs av Randall och Greenfield, 1996. Myripristis robusta ingår i släktet Myripristis och familjen Holocentridae. Inga underarter finns listade i Catalogue of Life.